# Tour of Perth
Die Tour of Perth war ein Wettbewerb im Straßenradsport, der als Etappenrennen in Australien veranstaltet wurde.

## Geschichte
Die Rundfahrt führte über drei bis vier Etappen rund um Perth im Bundesstaates Western Australia. In einigen Jahren wurde ein Prolog ausgetragen. Das Rennen hatte 8 Austragungen.

## Palmarès
- 2006  David McKenzie
- 2007  Stuart Shaw
- 2008  Richie Porte
- 2009  Travis Meyer
- 2010  Cameron Meyer
- 2011  Cameron Meyer
- 2012 nicht ausgetragen
- 2013  Joseph Cooper
- 2014  Joseph Cooper
- 2015  Guy Kalma